# Anticorpo antimitocôndria
Anticorpos antimitocôndrias (AMA) são anticorpos (imunoglobulinas) formada contra mitocôndrias, principalmente mitocôndrias nas células do fígado.
A presença de AMAs no sangue de uma pessoa é um indicativo de diversas doenças auto-imunes, tais como cirrose biliar primária. Ela está presente em cerca de 90 a 95% dos casos.